# Història de l'Església Catòlica al Japó

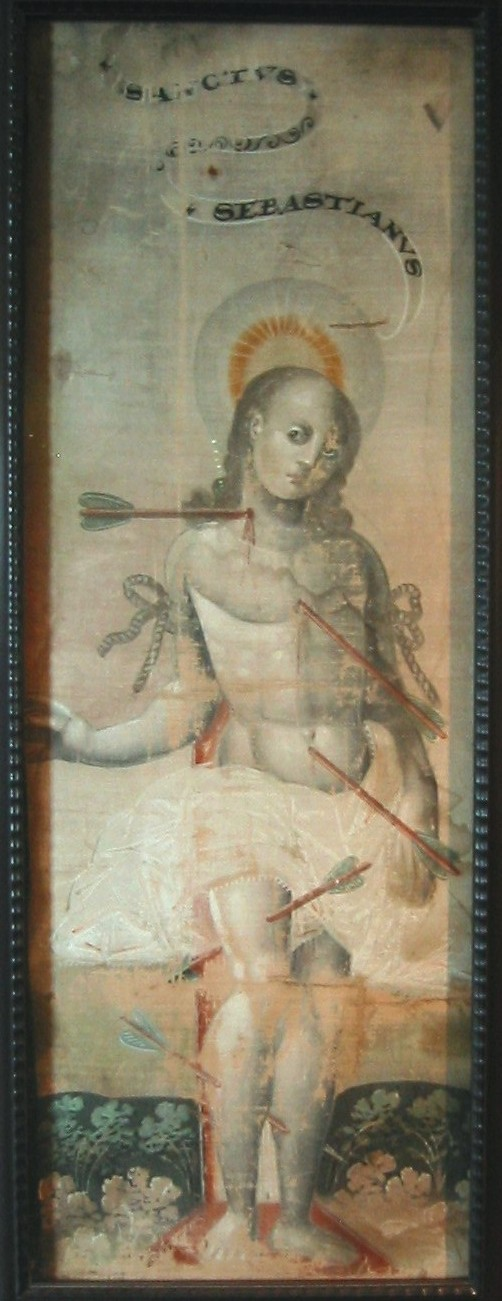
El martiri de Sant Sebastià, 1590-1600, pintura a la tempera, Japó

Els missioners cristians van arribar amb Francesc Xavier i els jesuïtes en la dècada de 1540 i van florir breument, amb més de 100.000 conversos, entre ells molts dàimios de Kyushu. Tot d'una, en 1587, el cristianisme va ser reprimit com una amenaça a la unitat nacional i va deixar d'existir públicament. Molts catòlics van passar a la clandestinitat, convertint-se en cristians ocults (隠れキリシタン Kakure Kirishitan), mentre que altres van perdre la vida. Només després de la Restauració Meiji es va restablir el cristianisme al Japó.

## Rerefons
Els vaixells portuguesos van arribar al Japó el 1543, i les activitats missioneres catòliques al Japó va començar de debò al voltant de 1549, realitzat en la seva major part pels jesuïtes patrocinats pels portuguès fins que els franciscans i els dominics patrocinats pels castellans van tenir accés al Japó. Dels 95 jesuïtes que treballaven al Japó fins a 1600, 57 eren portuguesos, 20 eren espanyols i 18 italians. Francesc Xavier, Cosme de Torres i el pare John Fernandes van ser els primers que va arribar a Kagoshima amb l'esperança de portar el cristianisme i el catolicisme al Japó.
L'objectiu principal era salvar ànimes per a Déu. No obstant això, la religió era també una part integral de l'estat i l'evangelització es considerava que tenia tant beneficis seculars com espirituals, tant per a Portugal i per a Castella. Sempre que aquestes potències van tractar d'ampliar els seus territoris o influència, aviat els seguirien missioners. Pel Tractat de Tordesillas, les dues potències es dividiren el món entre ells en esferes d'influència exclusiva, el comerç i la colonització. Encara que en el moment de la demarcació, cap nació tenia cap contacte directe amb el Japó, aquest va caure en l'esfera dels portuguesos.

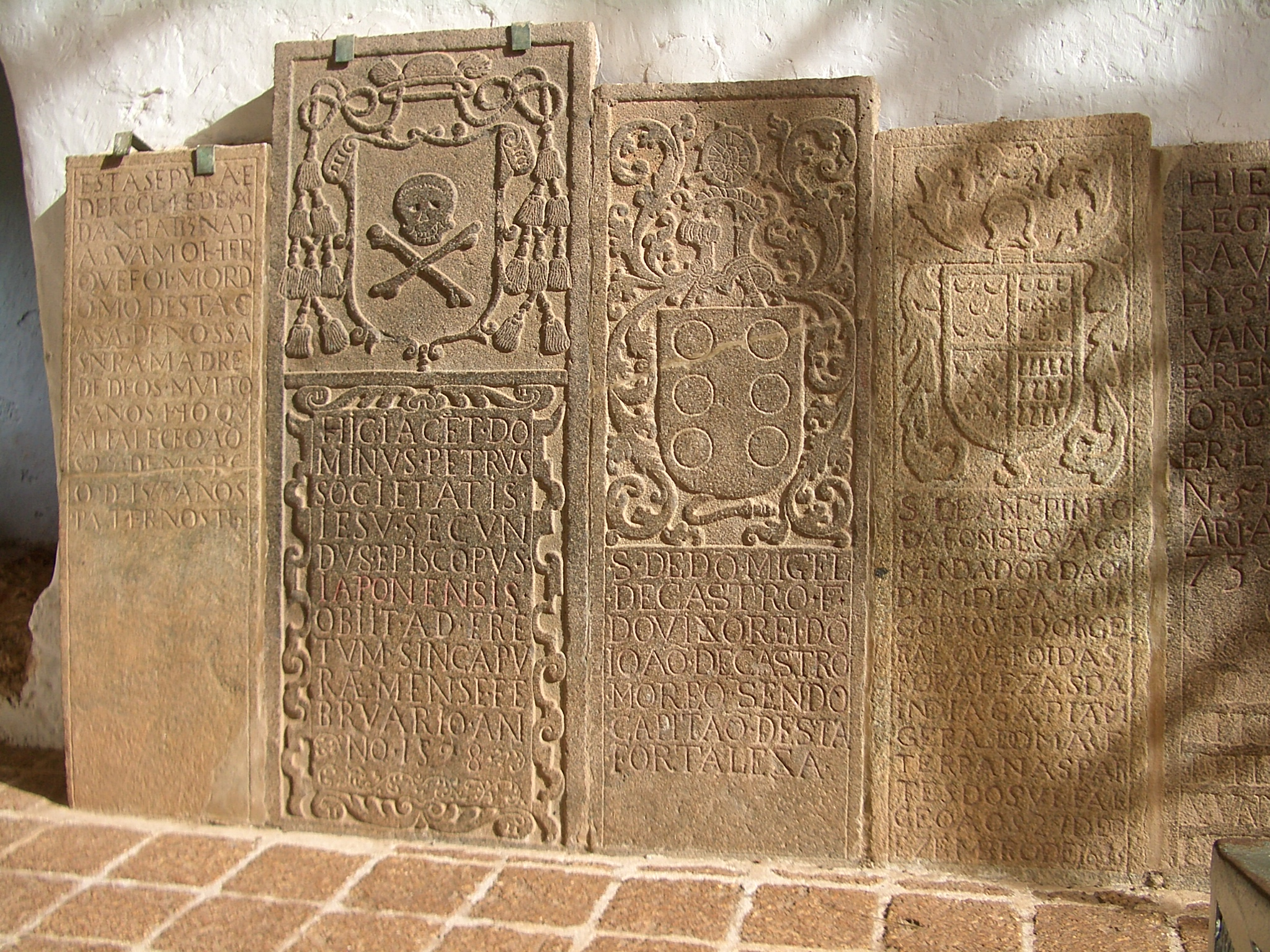
La làpida (segona des de l'esquerra), a l'església de Sant Pau a Melaka, de Pedro Martins SJ, el segon bisbe de Funai, que havia mort al febrer de 1598

Els països es van disputar l'atribució del Japó. Atès que no podien colonitzar-lo, el dret exclusiu per a propagar el cristianisme al Japó significava el dret exclusiu per al comerç amb Japó. Els jesuïtes patrocinats pels portuguesos sota Alessandro Valignano van prendre l'avantatge al proselitisme al Japó sobre l'objecció dels castellans. El fet consumat va ser aprovat mitjançant butlla del Papa Gregori XIII al 1575, la qual va decidir que el Japó pertanyia a la diòcesi portuguesa de Macau. El 1588, la diòcesi de Funai (el domini de Funai, centrat a Nagasaki) va ser fundada sota la protecció portuguesa.
En rivalitat amb els jesuïtes, els ordes mendicants patrocinats pels castellans, van introduir-se al Japó a través de Manila. Mentre criticaven les activitats dels jesuïtes, van pressionar activament el Papa. Les seves campanyes van donar com a resultat el decret del 1600 del Papa Climent VIII, pel qual es va permetre els frares castellans entrar al Japó a través de l'Índia portuguesa; i el decret de 1608 del Papa Pau V, que va abolir les restriccions a la ruta. El portuguesos acusaren els jesuïtes castellans de treballar per al seu país d'origen en lloc del seu patró. La lluita pel poder entre els jesuïtes i els ordes mendicants va causar un cisma dins de la diòcesi de Funai. D'altra banda, els ordes mendicants van tractar en va d'establir una diòcesi a la regió de Tōhoku que havia de ser independent de la portuguesa.
Les rivalitats religioses entre catòlics i protestants van arribar al Japó amb l'arribada dels comerciants holandesos i anglesos en el segle xvii. Encara que Anglaterra es va retirar de les operacions en deu anys sota Jaume I a causa de la manca de rendibilitat, els Països Baixos van continuar amb el comerç amb el Japó i es van convertir en l'únic país europeu que mantingué relacions comercials amb el Japó fins al segle xix. Com competidors comercials, els països protestants participaren en una campanya negativa contra el catolicisme, i posteriorment afectà les polítiques del shogunat vers els regnes d'Espanya i Portugal.

## Francesc Xavier

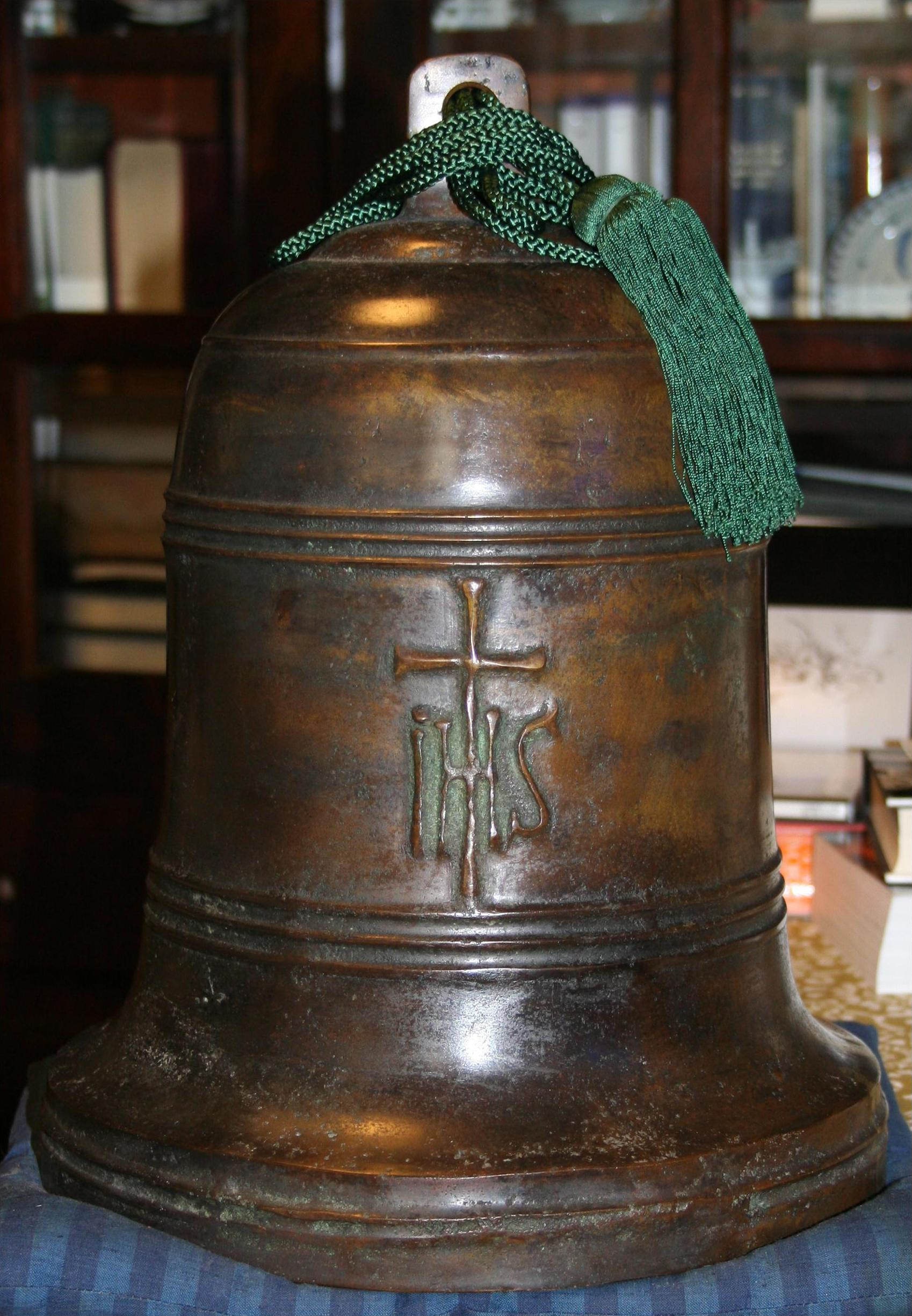
Campana inscrita en japonès i portuguès, 1570, col·lecció Nantoyōsō, Japó

Francesc Xavier va ser el primer jesuïta que anar al Japó com a missioner. A la Malaca portuguesa, al desembre de 1547, Xavier va conèixer a un japonès originari de Kagoshima anomenat Anjirō. Anjirō havia sentit de Xavier el 1545 i havia viatjat des de Kagoshima a Malaca amb el propòsit de trobar-se amb ell. Després d'haver estat acusat d'assassinat, Anjirō havia fugit del Japó. Va explicar a Xavier extensament sobre la seva vida anterior i els costums i la cultura de la seva estimada terra natal. Anjirō va ajudar a Xavier com a mediador i traductor per a la missió al Japó que ara semblava molt més possible. «Vaig preguntar [Anjirō] si els japonesos podrien esdevenir cristians si jo anava amb ell a aquest país, i em va contestar que no ho farien immediatament, però em primer em farien moltes preguntes i veurien el que jo sabia. Per sobre de tot, ho farien per veure si la meva vida es corresponia amb el meu ensenyament.»
Xavier va tornar a l'Índia al gener de 1548. Els següents 15 mesos van estar ocupats amb diversos trajectes i mesures administratives a l'Índia. Llavors, a causa del descontentament pel que ell considerava la vida i els costums anti-cristians per part dels portuguesos que impedien el treball missioner va abandonar l'Índia i va viatjar cap a l'Àsia Oriental. Va deixar Goa el 15 d'abril de 1549, es va aturar a Malaca, visitant Canton. Va ser acompanyat per Anjirō, dos homes japonesos més, el pare Cosme de Torrès i el germà João Fernandes. Portava presents per al "Rei del Japó", ja que tenia la intenció de presentar-se a si mateix com el nunci apostòlic.
Xavier va arribar al Japó el 27 de juliol de 1549, amb Anjirō i tres jesuïtes més, però no va ser fins al 15 d'agost que va anar a terra a Kagoshima, el principal port de la província de Satsuma, a l'illa de Kyūshū. Com a representant del rei portuguès, va ser rebut d'una manera amable i va esser hoste de la família de Anjirō fins a octubre de 1550. D'octubre a desembre de 1550, va residir a Yamaguchi. Poc abans de Nadal, va anar a Kyoto, però no va poder trobar-se amb l'emperador. Va tornar a Yamaguchi el març de 1551, on el daimyo de la província li va permetre predicar. No obstant això, a falta de fluïdesa en l'idioma japonès, va haver de limitar-se a llegir en veu alta una traducció al japonès d'un catecisme.
El poble japonès no es convertí fàcilment; moltes de les persones ja eren budistes o sintoistes. Francesc va intentar combatre la disposició d'alguns dels japonesos que un Déu que ho havia creat tot, inclòs el mal, no podia ser bo. El concepte d'infern era també una lluita; els japonesos estaven molestos per la idea dels seus avantpassats que viuen a l'infern. Tot i religió diferent de Francesc, sentia que eren bones persones, igual que els europeus, i podrien ser convertits.
Xavier portar amb ell pintures de la Mare de Déu i la Verge amb el Nen. Aquestes pintures van ser utilitzats per ajudar a ensenyar als japonesos sobre el cristianisme. Hi havia una enorme barrera de l'idioma japonès com era diferent a altres idiomes missioners havien trobat prèviament. Durant molt de temps, Francesc va tenir problemes per aprendre l'idioma. Les il·lustracions va seguir exercint un paper en els ensenyaments de Francesc a Àsia.
Xavier va ser ben rebut pels monjos Shingon, ja que ell va usar la paraula Dainichi per al Déu dels cristians, intentant adaptar el concepte a les tradicions locals. A mesura que Xavier aprenia més sobre els matisos religiosos de la paraula, ho va canviar per Deusu. del llatí i portuguès Deus. Els monjos més tard es van adonar que Xavier predicava una religió rival i es van tornar més agressius amb els seus intents de conversió.
Quan Xavier va arribar al Japó, el país es va veure embolicat en una guerra civil a nivell nacional. Ni l'emperador ni el shogun Ashikaga podrien exercir el poder sobre la nació. En un primer moment, Xavier planejà per obtenir permís per a la construcció d'una missió de l'emperador, però estava decebut amb la devastació de la residència imperial. Els jesuïtes es van acostar al daimyo al sud-oest del Japó i va tenir èxit en la conversió d'alguns d'ells. Una de les raons per a la seva conversió pot haver estat el comerç portuguès en el qual els jesuïtes van actuar com a intermediaris. Els jesuïtes van reconèixer això i es va acostar als governants locals amb les ofertes de comerç i regals exòtics.
Els jesuïtes creien que era més eficaç per tractar d'influir en les persones al poder i per passar la religió cap avall fins als plebeus. Almenys, necessitaven per obtenir el permís dels governants locals per propagar el catolicisme dins dels seus dominis. De fet, com a senyors feudals convertits al catolicisme, el nombre de creients en els seus territoris també va augmentar dràsticament. Després que el decret que prohibia el cristianisme, havia comunitats que mantenien a la pràctica el catolicisme sense cap contacte amb l'Església fins que els missioners van poder tornar molt més tard.
Quan Xavier va desembarcar a Kagoshima, els principals caps de les dues branques de la família Shimazu, Sanehisa i Katsuhisa, estaven en guerra per la sobirania de les seves terres. Katsuhisa, va adoptar Takahisa Shimazu que en 1542 va ser acceptat com a cap del clan que prèviament va rebre els comerciants portuguesos a l'illa de Tanegashima, aprenent sobre l'ús d'armes de foc. Més tard, va conèixer a Xavier a si mateix al castell de Uchiujijo i va permetre la conversió dels seus vassalls.
Tenir un fons religiós, Takahisa va demostrar ser benèvol i ja va permetre la llibertat de culte, però no ajudar els missioners ni afavorí la seva església. En no trobar un camí cap al centre dels assumptes, la cort de l'emperador, Xavier aviat cansat i marxà cap a Yamaguchi començant així el període de Yamaguchi. Xavier es va quedar a Yamaguchi durant dos mesos en el seu camí a una audiència abortiva amb l'emperador a Kyoto. Yamaguchi era una ciutat pròspera i refinada i els seus líders, la família Ouchi, eren conscients que el viatge al Japó Xavier havia començat després de la finalització de la seva missió a l'Índia.
Van considerar el catolicisme com algun tipus de nova secta del budisme i tenien curiositat de saber sobre la doctrina del capellà. Tolerants però sagaços, els seus ulls menys posats en el baptisme que en els carguers portuguesos de Macau, van concedir el permís per predicar al jesuïta. L'inflexible Xavier va sortir als carrers de la ciutat denunciant, entre altres coses, l'infanticidi, la idolatria i l'homosexualitat (l'última sent àmpliament acceptada en el moment). Els malentesos són inevitables.
Els jesuïtes van tractar d'ampliar la seva activitat a Kyoto i les regions circumdants. En 1559, Gaspar Vilela va obtenir el permís d'Ashikaga Yoshiteru per ensenyar el cristianisme. Aquesta llicència era el mateix que els que rebien els temples budistes, de manera que no es pot confirmar pel que fa als jesuïtes un tractament especial. D'altra banda, l'emperador Ōgimachi va emetre edictes per prohibir el catolicisme en 1565 i 1568. Les ordres de l'emperador i el Shogun tenien poques diferències.
Els cristians es refereixen positivament vers Oda Nobunaga, que va morir enmig de la unificació del Japó. Va afavorir el missioner jesuïta Luís Fróis i tolerà el cristianisme en general. Però, en general, no es va dur a terme cap política notable cap al catolicisme. En realitat, el poder catòlic en el seu domini era trivial, ja que no va conquistar l'oest del Japó, on els jesuïtes tenien la base.
Amb el pas del temps, l'estada de Xavier al Japó podria ser considerat com una cosa fructífer com ho testifiquen les congregacions establertes a Hirado, Yamaguchi i Bungo. Xavier va treballar durant més de dos anys al Japó i va veure els seus successors jesuïtes establerts. Llavors va decidir tornar a l'Índia.
Durant 45 anys, els jesuïtes eren els únics missioners cristians a Àsia, i després els franciscans van començar proselitisme també.

## Estratègia de propagació
Els llibres cristians van ser publicats en japonès des de la dècada de 1590 en endavant, algunes d'ells amb més de mil còpies i des de 1601 es va establir una impremta sota la supervisió de Soin Goto Thomas, un ciutadà de Nagasaki amb trenta japonesos treballant a temps complet en la premsa. Els calendaris litúrgics també es van imprimir a partir de 1592 fins a almenys 1634. La solidaritat cristiana feta també és possible el lliurament de correu missioner a tot el país fins al final de la dècada de 1620.

## L'expansió primerenca

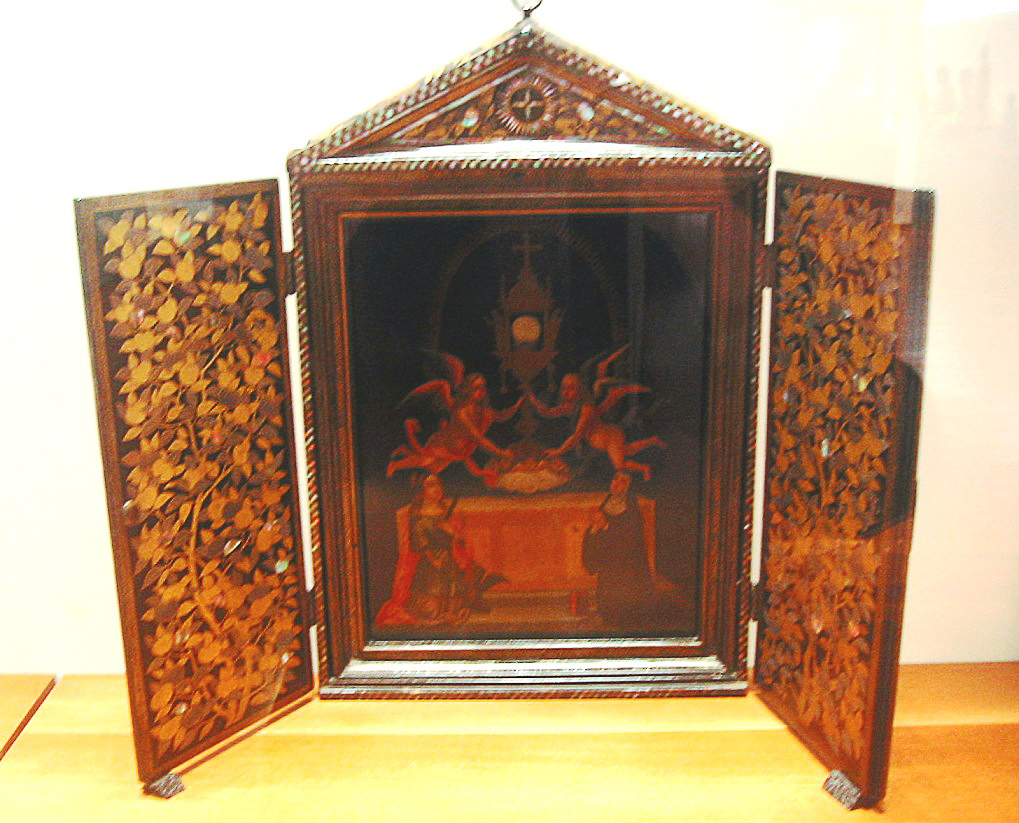
Un llaura votiva japonesa, estil Nanban. Finals del. Museu Guimet.

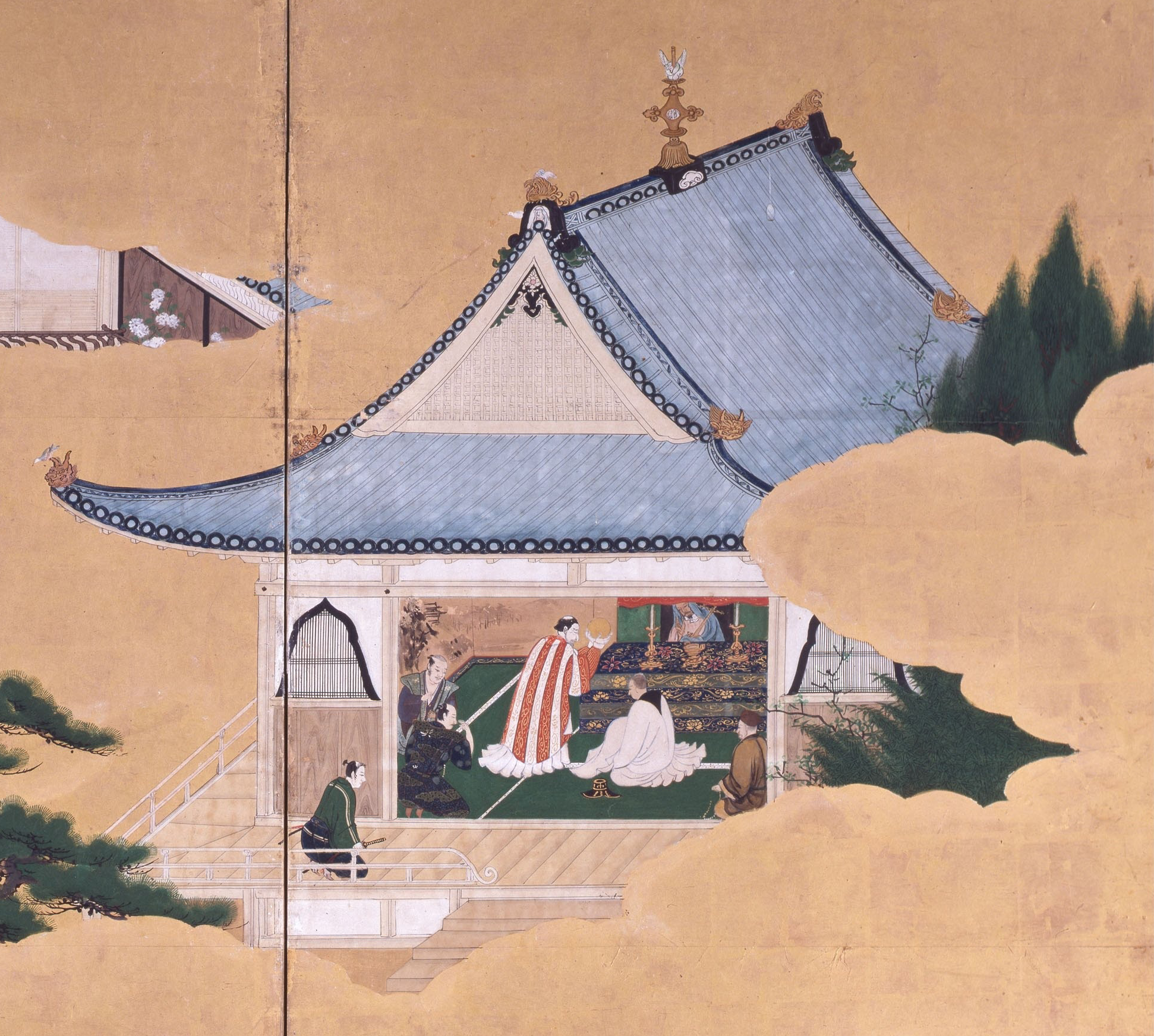
La celebració d'una missa al Japó.

Per 1579, gràcies a l'activitat missionera, hi havia al voltant de 130.000 conversos.
A finals del segle xvi, la missió japonesa s'havia convertit en la més gran comunitat cristiana a l'estranger que no estava sota el domini d'una potència europea. La seva singularitat va ser destacada per Alessandro Valignano des de 1582, que va promoure un acomodament més profund de la cultura japonesa. Japó era llavors l'únic país estranger en el qual tots els membres d'aquestes confraries eren locals, com va ser el cas de les missions cristianes a Mèxic, el Perú, el Brasil, les Filipines o l'Índia, tot i la presència d'una elit colonial.
La majoria dels cristians japonesos vivien a Kyūshū, però la cristianització era un fenomen regional i tenia un impacte nacional. A finals del segle xvi era possible trobar persones batejades en pràcticament totes les províncies del Japó, moltes d'elles organitzades en comunitats. La vigília de la batalla de Sekigahara, quinze dàimios van ser batejats, i els seus dominis s'estenien des de Hyūga al sud-est de Kyūshū a Dewa al nord de Honshū. Centenars d'esglésies s'havien construït en tot Japó.
Acceptat a escala nacional, el cristianisme també va tenir èxit entre els diferents grups socials: de pobres als rics, pagesos, comerciants, mariners, guerrers, o cortesans. La major part de les activitats diàries de l'Església eren realitzades pels japonesos des del principi, donant a l'Església una cara japonesa nativa, i això va ser una de les raons del seu èxit. Cap el 1590, havia setanta germans nadius al Japó, exactament la meitat dels jesuïtes al Japó i el quinze per cent de tots els jesuïtes que treballaven a Àsia.
La guerra de 1592 entre el Japó i Corea també va proporcionar els occidentals amb una rara oportunitat de visitar Corea. Sota les ordres de Gomaz, el jesuïta Gregorious de Cespedes va arribar a Corea amb un monjo japonès amb el propòsit de predicar a les tropes japoneses. Va romandre allí durant aproximadament 18 mesos, fins a abril o maig de 1595, sent per tant considerat com el primer missioner europeu a visitar la península de Corea, però va ser incapaç de fer cap incursió. Les "Cartes Anuals del Japó" van fer una contribució substancial a la introducció de Corea a Europa, Francesc Xavier es va trobar amb enviats coreans enviats al Japó durant 1550 i 1551.
Les missions japoneses eren econòmicament autosuficients. Les Misericòrdies de Nagasaki es van convertir en institucions riques i poderosos que any rere any rebia grans donacions. La germandat va créixer en nombre a més de 100 membres el 1585 i de 150 en 1609. controlats per l'elit de Nagasaki, i no pels portuguesos, disposant de dos hospitals (un dels leprosos) i una gran església. Al 1606, ja existia un orde religiós femenina anomenada Miyako no Bikuni (Monges de Kyoto), que van acceptar conversos coreans com Marina Pak, batejada a Nagasaki. Nagasaki era anomenada "la Roma del Japó" i la majoria dels seus habitants eren els cristians. Per 1611, ja tenia deu esglésies i es va dividir en vuit parròquies, incloent una ordre específica de Corea.

## Naturalesa de la primera comunitat cristiana

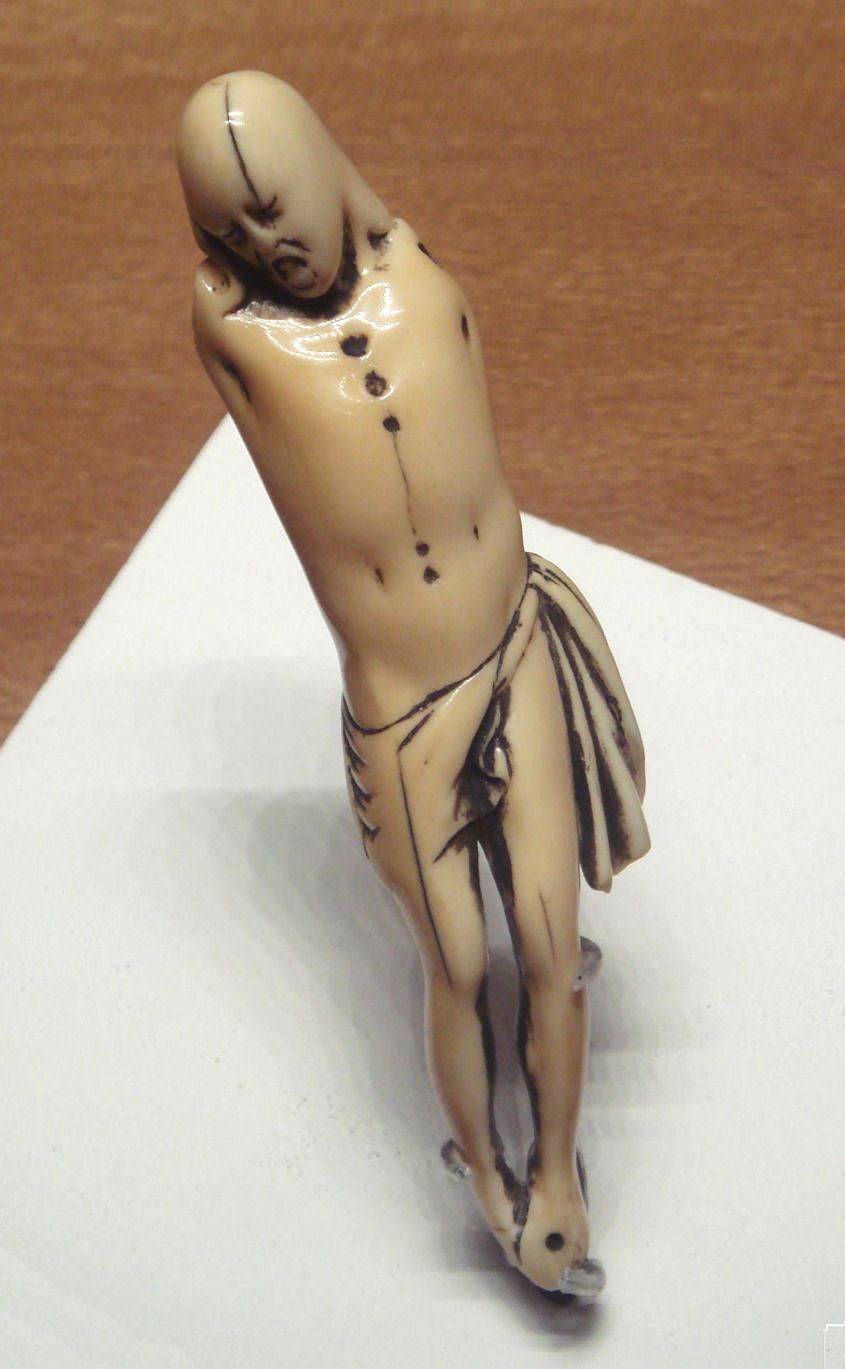
Netsuke que representa a Crist,, Japó

Els diferents grups de laics van donar suport a la vida cristiana a la missió japonesa, per exemple, els dōjuku, els kanbō i els jihiyakusha ajudaven els clergues en activitats com la celebració de la litúrgia dominical en absència de clergat ordenat, l'educació religiosa, la preparació de les confessions, i el suport espiritual dels malalts. A finals del segle XVI els kanbō i els jihiyakusha tenien responsabilitats similars i també va organitzar els funerals i batejos dels nens amb permís per batejar de Roma. Els kanbō eren els que havien abandonat la vida secular, però no prenien vots formals, mentre que els jihiyakusha estaven casats i tenien una professió.
Aquests grups van ser fonamentals per a la missió, i depenien tant de la jerarquia eclesiàstica, així com els senyors de la guerra que controlaven les terres on vivien. Per tant, l'èxit de la missió japonesa no només pot explicar-se com el resultat de l'acció d'un brillant grup de missioners o dels interessos comercials i polítics d'uns pocs dàimios i comerciants.
Alhora, els missioners s'enfrontaven a l'hostilitat de molts altres dàimios. El cristianisme va desafiar la civilització japonesa. Una comunitat laica militant, la raó principal per a l'èxit missioner al Japó, va ser també la raó principal de la política anti-cristiana de la dels bakufu Tokugawa.

### Les activitats econòmiques
Els jesuïtes al Japó havien de mantenir l'autosuficiència econòmica perquè no podien esperar el pagament estable i suficient del seu patró, el  rei de Portugal, el rei que permetia als jesuïtes de practicar el comerç amb Japó. Tal activitat econòmica es pot trobar en l'obra de Francesc Xavier, el pioner de les missions catòliques al Japó, que va cobrir el cost de l'obra missionera a través del comerç. Des de la dècada de 1550 fins a la dècada de 1570, els jesuïtes cobriren totes les despeses necessàries amb els beneficis comercials i van comprar terres a l'Índia.
La seva activitat comercial reconeguda oficialment era una quantitat fixa l'entrada en el comerç de la seda portuguesa entre Macau i Nagasaki. Ells van finançar una certa quantitat de l'associació comercial a Macau, que comprava la seda crua a Canton i la venia a Nagasaki. No van limitar la seva activitat comercial per al mercat oficial de seda sinó que la van estendre als mercats no autoritzats. En la ruta entre Macau i Nagasaki, negociaven en les teles de seda, or, almesc i altres mercaderies, inclosos els subministraments militars i de l'esclavitud. A vegades, fins i tot es va involucrar en el comerç espanyol, prohibida pels reis d'Espanya i Portugal, i antagonitzada als comerciants portuguesos.
Van ser principalment procuradors els qui mediaven en el comerç portuguès. Residien a Macau i Nagasaki, i van acceptar els compromisos de compra dels clients japonesos com ara el shogunat daimyo i comerciants rics. Pel corretatge, els jesuïtes podien esperar no només rebaixes, sinó també un tractament favorable de les autoritats. Per aquesta raó, l'oficina del procurador es va convertir en un lloc important entre els jesuïtes al Japó. Tot i que els intercanvis dels jesuïtes van menjar en els interessos comercials portugueses, els procuradors van continuar la seva intermediació que utilitzava l'autoritat de l'Església Catòlica. Alhora, els comerciants portuguesos van requerir l'ajuda dels fiscals que estaven familiaritzats amb costums japonesos, des que van establir cap lloc comercial permanent al Japó. Probablement el més notable va ser procurador João Rodrigues, que es va acostar a Toyotomi Hideyoshi i Tokugawa Ieyasu i fins i tot va participar en l'administració de Nagasaki.
Tals activitats comercials eren contràries a la idea de la pobresa honorable que els sacerdots porten a terme. No obstant això, alguns jesuïtes en aquest moment situaren l'expansió de la influència a la societat abans que aquest ideal. Els ordes mendicants van acusar ferotgement als jesuïtes de corruptes i fins i tot consideraven la seva activitat com la principal raó per a la prohibició del Japó del catolicisme. Tot i que els mateixos ordes mendicants no estaven necessàriament no involucrats en activitats comercials.
João Rodrigues va ser un missioner jesuïta que va esdevenir un intèrpret fluid de la vida japonesa a Occident. Als 16 anys va ser assignat a la missió jesuïta a Nagasaki en 1577 en un període de lluites militars i civils. Es va guanyar una fluïdesa sense igual en parlar japonès i va ser un intèrpret de pes en les negociacions d'alt nivell, igual que amb Hideyoshi. Va compilar llibres de referència essencials, incloent una gramàtica japonesa, un diccionari japonès-portuguès amb seccions d'interpretació sobre la vida i la cultura japonesa, una història de la missió, i una introducció a la cultura japonesa. Com a tresorer de la missió es va ocupar de negoci i va treballar amb els carregadors portugueses.

### Activitats militars
Molts dàimios es convertiren al cristianisme per tal d'obtenir un accés més favorable al salnitre, usat per a fabricar la pólvora. Entre 1553 i 1620, vuitanta-sis dàimios van ser batejats oficialment, i molts més simpatitzaven amb els cristians.
Els jesuïtes proporcionen diversos tipus de suport, incloent suport militar als dàimios Kirishitan quan van ser amenaçats pels dàimios no Kirishitan. El més notable va ser el seu suport a Omura Sumitada i Arima Harunobu, que van lluitar contra el clan anti-catòlic Ryuzoji. En la dècada de 1580, Valignano creia en l'eficàcia de l'acció militar i fortificà Nagasaki i Mogi. El 1585, Gaspar Coelho va demanar a les Filipines espanyoles perquè enviessin una flota, però el pla va ser rebutjat a causa de la seva minça capacitat militar. Els cristians Protasi Arima i Paulo Okamoto van ser nomenats com a principals en un pla d'assassinat per assassinar el jutge a càrrec de la més important ciutat portuària del shogunat de Nagasaki.

## Toyotomi Hideyoshi
La situació va canviar quan Toyotomi Hideyoshi va reunificar Japó. Una vegada que es va convertir en el governant del Japó, Hideyoshi va començar a prestar atenció a les amenaces externes, en particular l'expansió del poder europeu a Àsia Oriental. El punt d'inflexió per a les missions catòliques va ser l'incident del "San Felipe", on en un intent de recuperar la seva càrrega, el capità espanyol d'un vaixell mercant naufragat va afirmar que els missioners hi eren per preparar Japó per a la conquesta. Aquestes afirmacions van fer que Hideyoshi sospités de la religió estrangera. Va intentar frenar el catolicisme, mentre que el manteniment de bones relacions comercials amb Portugal i Espanya, que podrien haver proporcionat suport militar a Dom Justo Takayama, un dàimio cristià a l'oest del Japó.

### La persecució i el martiri

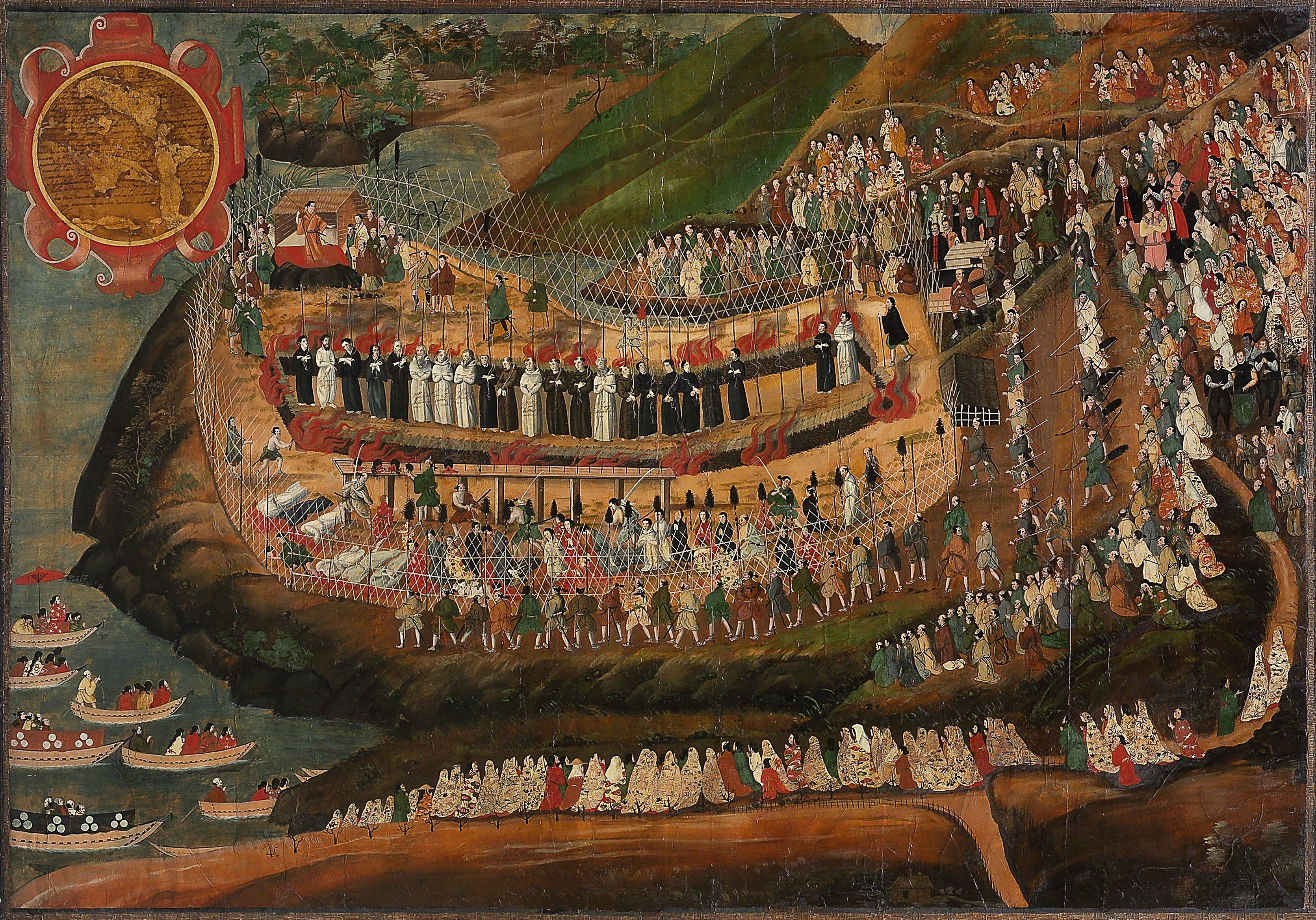
Els màrtirs cristians de Nagasaki. Pintura japonesa dels segles XVI-XVII.

El 1587, Toyotomi Hideyoshi s'havia alarmat, no a causa de massa conversos, sinó més aviat perquè va saber que, segons els informes, les senyors cristians van supervisar les conversions forçades de servents i plebeus, que havien guarnit la ciutat de Nagasaki, que havien participat en el comerç d'esclaus i, pel que semblava, havien ofès els sentiments budistes d'Hideyoshi, que els va permetre massacrar de cavalls i bous per a aliments. El que el preocupava era que les lleialtats dividides podrien conduir a rebel·lions perilloses com la de la secta Ikkō-ikki uns anys anteriors i va emetre el seu edicte expulsant missioners. No obstant això, aquest decret no s'aplica en particular.
Toyotomi Hideyoshi va promulgar una prohibició sobre el catolicisme en forma de Bateren-tsuiho-rei (la Directiva Ordre de purga als jesuïtes) el 24 de juliol de 1587. Hideyoshi va posar Nagasaki sota el seu control directe per controlar el comerç portuguès.

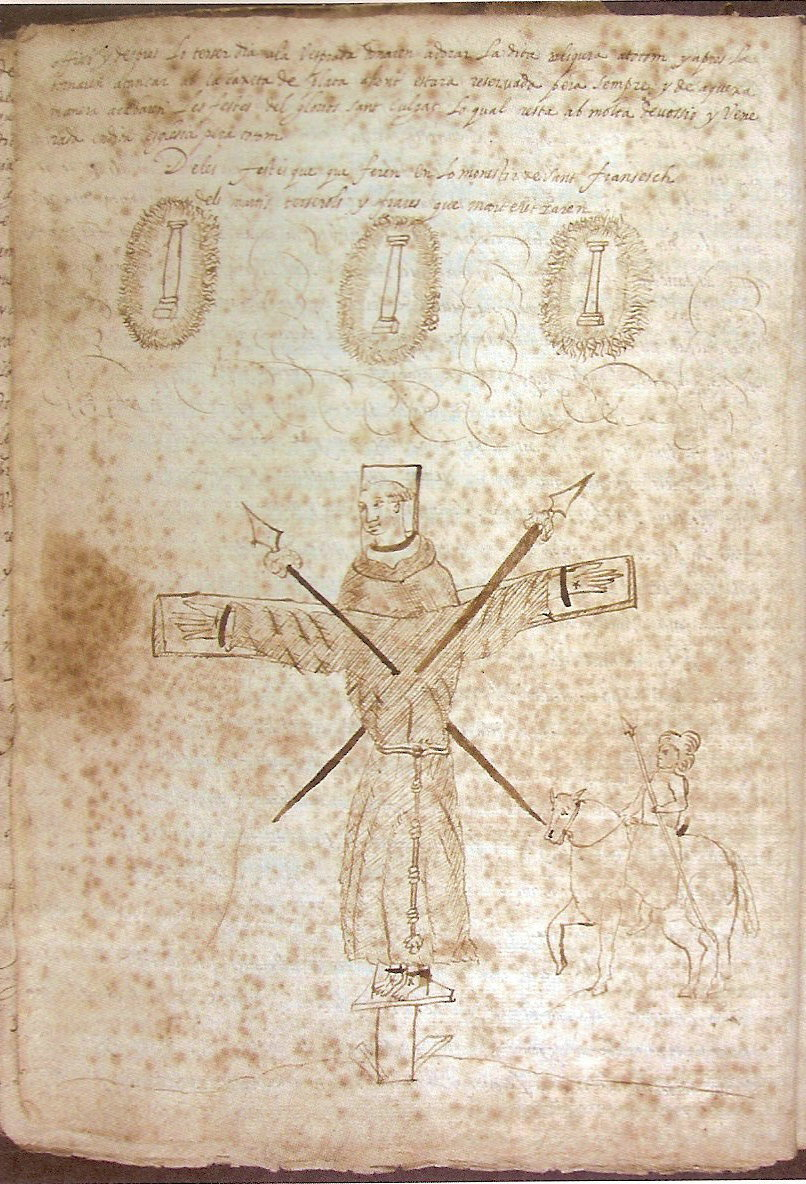
Dibuix per recordar els 26 monjos catòlics.

Quan Toyotomi Hideyoshi va emetre el Bateren-tsuiho-rei, els jesuïtes al Japó, dirigits per Coelho, van planejar una resistència armada. Al principi, van buscar l'ajuda dels dàimios kirishitan, però aquests van rebutjar. Després van cridar per a un desplegament de reforços de la seva terra natal i les seves colònies. Però aquest pla va ser vetat per Valignano. Igual que els dàimios kirishitans, es va adonar que una campanya militar contra el poderós governant del Japó portaria al catolicisme al Japó a la catàstrofe. Valignano va sobreviure a la crisi en senyalar tota la culpa a Coelho. En 1590, els jesuïtes van decidir deixar d'intervenir en les lluites entre els dàimios i desarmar-se a si mateixos. Només van donar enviaments secrets d'aliments i ajuda financera per als dàimios kirishitans.
El 5 de febrer de 1597, vint-i-sis cristians (6 missioners franciscans europeus, tres jesuïtes japonesos i disset japonesos llecs, incloent tres nens) van ser executats per crucifixió a Nagasaki. Aquests individus van ser clavats en creus i després van travessats amb llances. Si bé hi va haver molts més màrtirs, els primers màrtirs va arribar a ser especialment venerats, el més famós dels quals va ser Pau Miki. Els màrtirs del Japó van ser canonitzats per l'Església Catòlica Romana el 8 de juny 1862 per Pius IX, i s'enumeren en el calendari com a Sants. Pau Miki i els seus companys, que se celebra el 6 de febrer, 5 de febrer, la data de la seva mort, sent la festa de Santa Àgueda.
La persecució va continuar esporàdicament, esclatant de nou en 1613 i 1630. El 10 de setembre, 1632, 55 cristians van ser martiritzats a Nagasaki, en el que es va conèixer com el Gran Martiri Genna. En aquell moment el catolicisme va ser prohibit oficialment. L'Església es va mantenir sense clergat i l'ensenyament teològic es va desintegrar fins a l'arribada dels missioners occidentals al segle xix.

## Tokugawa Ieyasu

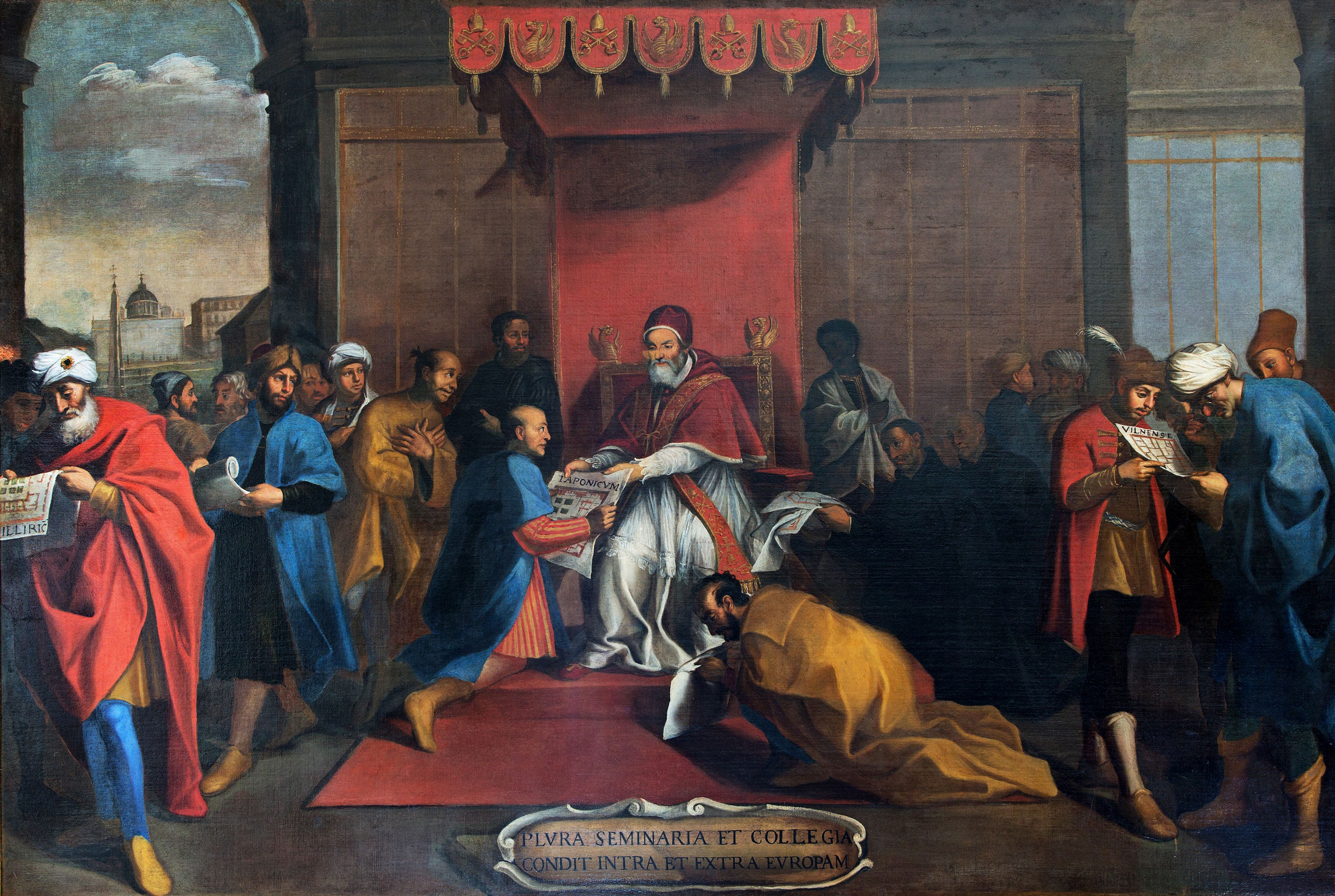
L'ambaixada japonesa de Mancio Ito, amb el Papa Gregori XIII el 1585.

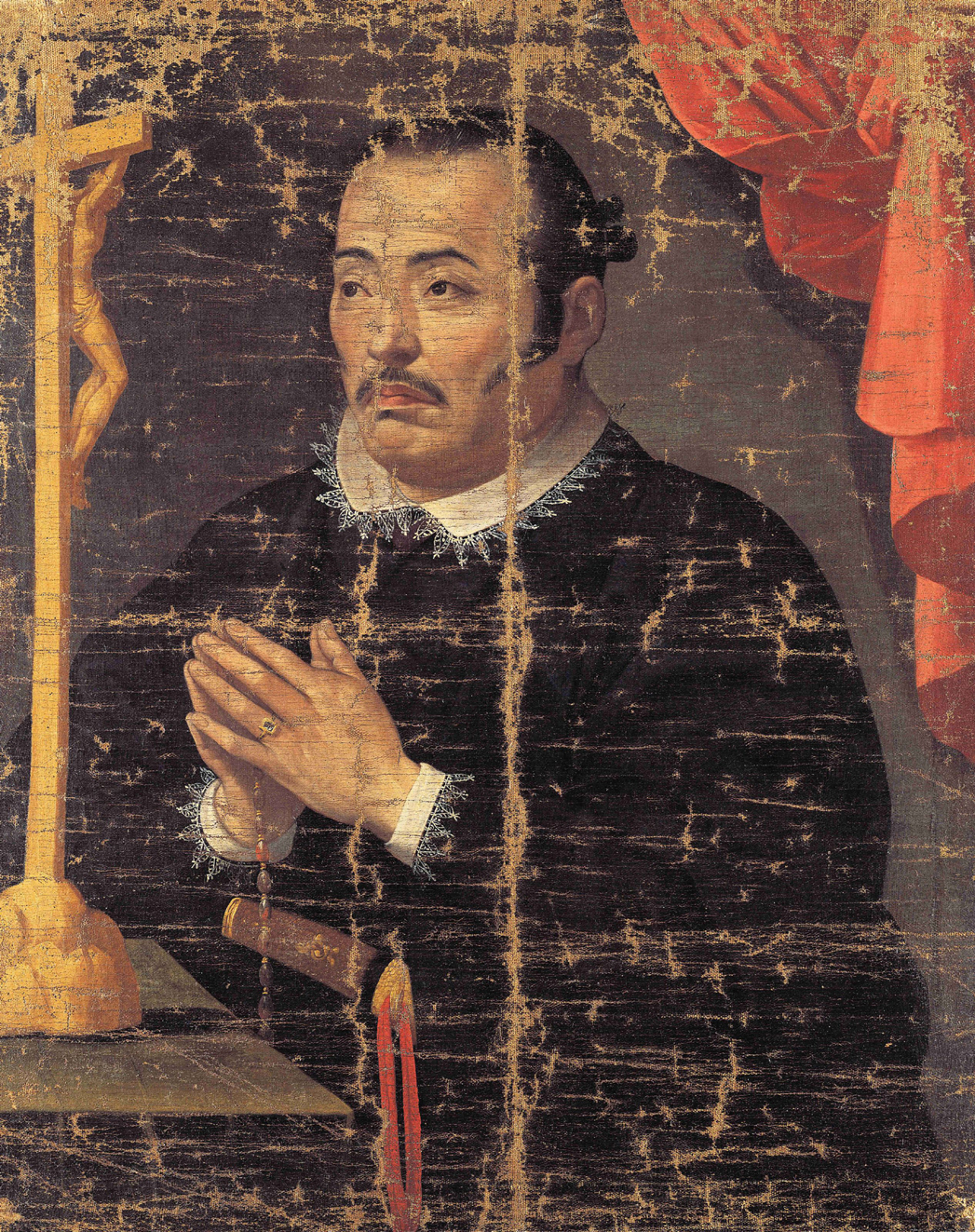
Hasekura Tsunenaga, convertit al catolicisme a Madrid en 1615.

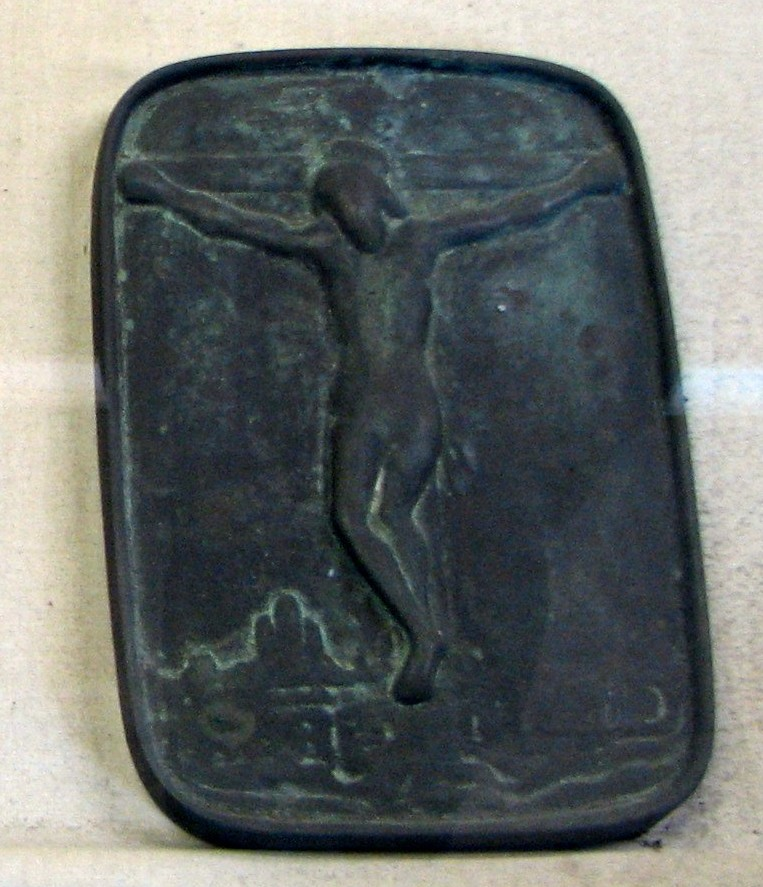
Imatge de Crist utilitza per revelar els catòlics practicants i simpatitzants

Després de la mort de Toyotomi Hideyoshi, Tokugawa Ieyasu va assumir el poder sobre el Japó, en 1600. Igual que a Toyotomi Hideyoshi, no li agradaven les activitats cristianes al Japó, però va donar prioritat als intercanvis amb Portugal i Espanya. Es va assegurar el comerç portuguès en 1600. Va negociar amb Manila per establir comerç amb les Filipines. La promoció del comerç van fer inconsistents les seves polítiques cap al catolicisme. Al mateix temps, en un intent d'arrabassar el control del comerç del Japó als països catòlics, comerciants holandesos i anglesos aconsellaren al shogunat que Espanya sí tenia ambicions territorials, i que el catolicisme era mitjà principal d'Espanya. Per contra, els holandesos i els anglesos van prometre que es limitarien a negociació i no realitzar activitats missioneres al Japó.
Després de la mort de Toyotomi en 1598, sembla que els jesuïtes es van adonar que el shogunat Tokugawa era molt més fort i més estable que l'administració de Toyotomi Hideyoshi, però, els ordes mendicants relativament discuteixen obertament les opcions militars. Els jesuïtes i els ordes mendicants mantenien una rivalitat que va durar més de la missió japonesa i s'adjuntaren a diferents estratègies imperials.
El shogunat Tokugawa finalment va decidir prohibir el catolicisme el 1614, i a mitjan segle xvii va exigir l'expulsió de tots els missioners europeus i l'execució de tots els conversos. Això va marcar la fi del cristianisme obert al Japó.
La causa immediata de la prohibició va ser un cas de frau relacionat amb el vavasor catòlic d'Ieyasu, però també hi havia altres raons darrere d'això. El shogunat estava preocupat per una possible invasió per part de les potències colonials ibèriques, que s'havien produït anteriorment en el Nou Món i les Filipines. En 1615, un emissari franciscà del virrei de Nova Espanya va demanar al shogun terres per construir una fortalesa espanyola i això va aprofundir la sospita del Japó contra el catolicisme i les potències colonials ibèriques darrere d'ell. En el pla intern, la prohibició estava estretament relacionada amb les mesures contra el clan Toyotomi. En la declaració sobre la "Expulsió de tots els missioners del Japó", redactat pel monjo zen Konchiin Suden (1563-1633) i publicada en 1614 sota el nom de segon shogun Hidetada (qui governà entre 1605 i 1623), va ser la considerada la primera declaració oficial d'un control exhaustiu dels kirishitan. En ella s'afirmava que els cristians portaven trastorn a la societat japonesa i que els seus seguidors "contravenen les regulacions governamentals, difamen el Shinto, calumnien la llei veritable, destrueixen les regulacions, i corrompen el bé." Es va ser aplicat plenament i canonitzà com una de les lleis fonamentals Tokugawan.
La persecució sistemàtica començà el 1614 es va enfrontar a una forta resistència dels cristians, tot i la marxa de més de la meitat del clergat. Un cop més, la raó principal d'aquesta resistència no va ser la presència d'alguns sacerdots, sinó més aviat l'autoorganització de moltes comunitats. Obligades a guardar el secret, i tenint un petit nombre de clergues que treballaven sota terra, l'Església japonesa va ser capaç de reclutar líders d'entre els membres laics. Els nens japonesos van causar admiració entre els portuguesos i sembla que van participar activament en la resistència. Nagasaki seguí sent una ciutat cristiana en les primeres dècades del segle xvii i durant les persecucions generals, altres confraries es va fundar a Shimabara, Kínai i els franciscans a Edo.
L'eclesiologia budista establerta es va fer responsable de verificar que una persona no era un cristià a través del que es coneix com el "sistema de garantia del temple" (terauke seido). Per la dècada de 1630, les persones estaven sent obligades a presentar un certificat d'afiliació a un temple budista com a prova de l'ortodòxia religiosa, l'acceptació social i la lleialtat al règim.
S'estima que el nombre de cristians actius estava al voltant de 200.000 en 1582. Hi va haver probablement al voltant de 1.000 màrtirs coneguts durant el període missioner. En contrast, els cristians concedeixen una gran importància al martiri i la persecució, assenyalant que un sens fi de persones més s'havien desposseït de les seves terres i propietats amb vista a la seva posterior mort en la pobresa.
El govern japonès utilitzà Fumies, imatges de la Mare de Déu i de Crist destinades a ser trepitjades, per revelar els catòlics practicants i simpatitzants. Qualsevol persona que es mostrés reticent a trepitjar les imatges era identificat com a catòlic i enviat a Nagasaki. La política del govern japonès (Edo) era convertir els cristians a la seva fe; si els catòlics es negaven a renunciar a la seva religió, eren torturats. Els que no volien abjurar normalment eren executats al mont Unzen de Nagasaki.
La rebel·lió Shimabara, conduïda per un noi jove cristià anomenat Amakusa Shiro Tokisada, va tenir lloc el 1637. La rebel·lió va esclatar per la desesperació econòmica i l'opressió del govern, però més tard va assumir un to religiós. Al voltant de 27.000 persones es van unir a la revolta, però va ser aixafada pel shogunat després d'una campanya sostinguda. No es consideren màrtirs per l'Església Catòlica, ja que van prendre les armes per raons materials. Molts japonesos van ser deportats a Macau o les Filipines. Molts macauencs i mestissos japonesos són els descendents mestissos dels catòlics japonesos deportats. 400 van ser deportats oficialment pel govern de Macau i Manila, però milers de japonesos van ser pressionats en un moviment voluntari. Sobre 10.000 macauencs i 3.000 japonesos van ser traslladats a Manila.

## Kakure Kirishitan
Les restes catòliques al Japó van ser amagades i als seus membres se'ls coneixia com els Kakure Kirishitan ("cristians ocults"). Alguns sacerdots van romandre il·legalment al Japó, incloent divuit jesuïtes, set franciscans, set dominics, un agustins, cinc seglars i un nombre desconegut d'irmao i dojuku jesuïtes. Durant el període Edo, els Kakure Kirishitans va mantenir la seva fe. Frases o oracions bíbliques van ser traslladats per via oral de pares a fills, i els missatges secrets (Mizukata) van ser assignats a la seva comunitat oculta per batejar els seus fills, alhora que els governs regionals contínuament empraven els Fumies per exposar els cristians. Extreta de les històries orals de les comunitats catòliques japonesos, l'aclamada novel·la "Silenci" de Shusaku Endo proporciona descripcions detallades de la persecució de les comunitats cristianes i la supressió de l'Església.
Els Kakure Kirishitans són els anomenats cristians "ocults", ja que van continuar practicant el cristianisme en secret. Van celebrar el culte en estances secretes en cases particulars. Amb el pas del temps, les figures dels sants i de la Mare de Déu es van transformar en figures que semblaven les estàtues tradicionals de Buda i els bodhisattves. Les oracions van ser adaptades per sonar com els cants budistes, encara que conservaven moltes paraules no traduïdes del llatí, el portuguès i l'espanyol. La Bíblia va ser transmesa per via oral, a causa dels temors que les obres impreses fossin confiscades per les autoritats. A causa de l'expulsió del clergat catòlic al segle xvii, la comunitat cristiana es va basar en líders laics per dirigir els oficis.
En alguns casos, les comunitats es van apartar dels ensenyaments cristians. Van perdre el sentit de les oracions i la seva religió es va convertir en una versió del culte als avantpassats, on els avantpassats van passar a ser els seus màrtirs cristians.

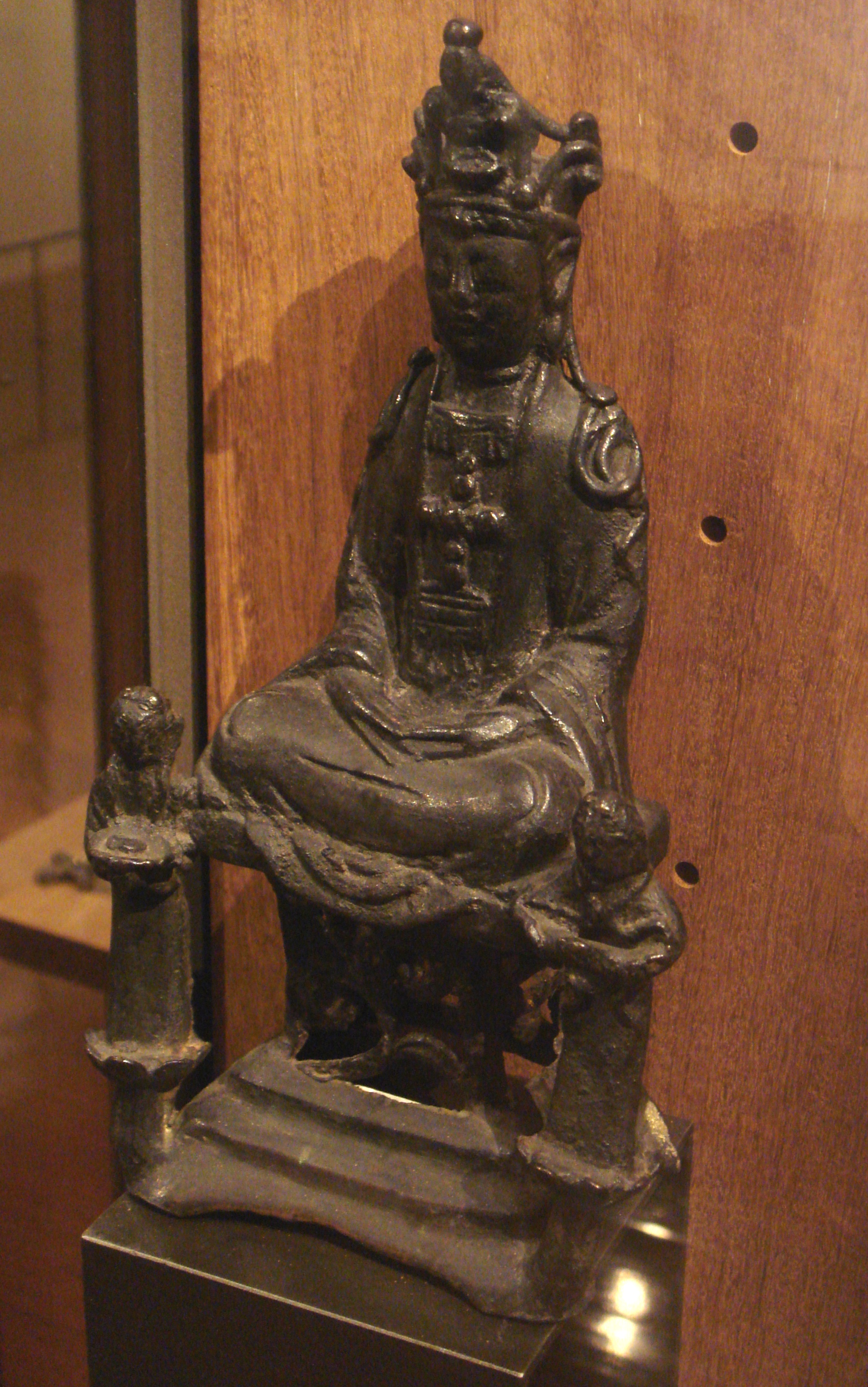
La Mare de Déu disfressada de Kannon, culte kirishitan, segle xvii. Sala dels Màrtirs, Societat de les Missions Estrangeres de París.
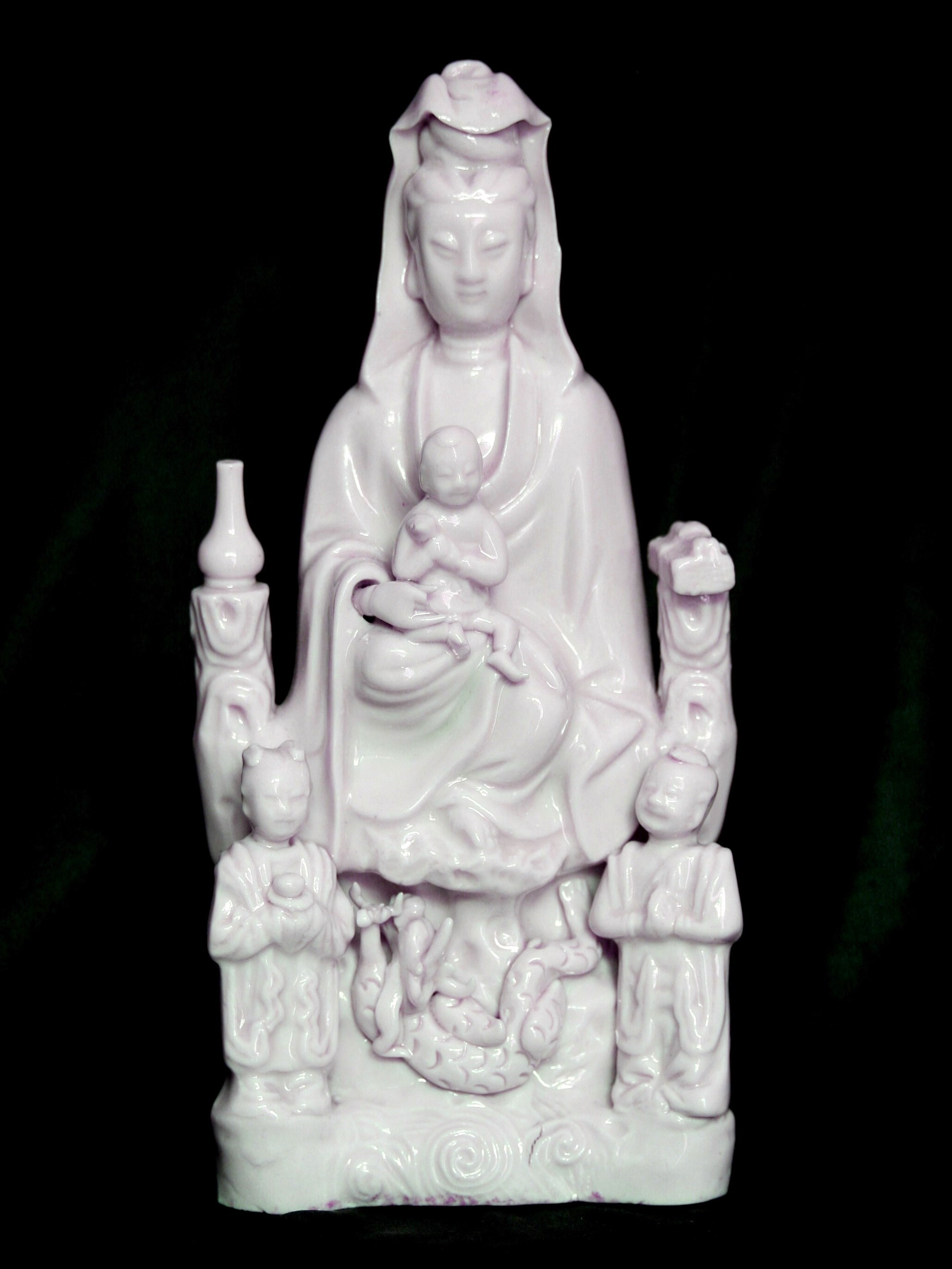
Maria Kannon, estàtua Dehua Kiln de Kannon budista que s'utilitzà per al culte cristià al Japó, Col·lecció Nantoyōsō, Japó
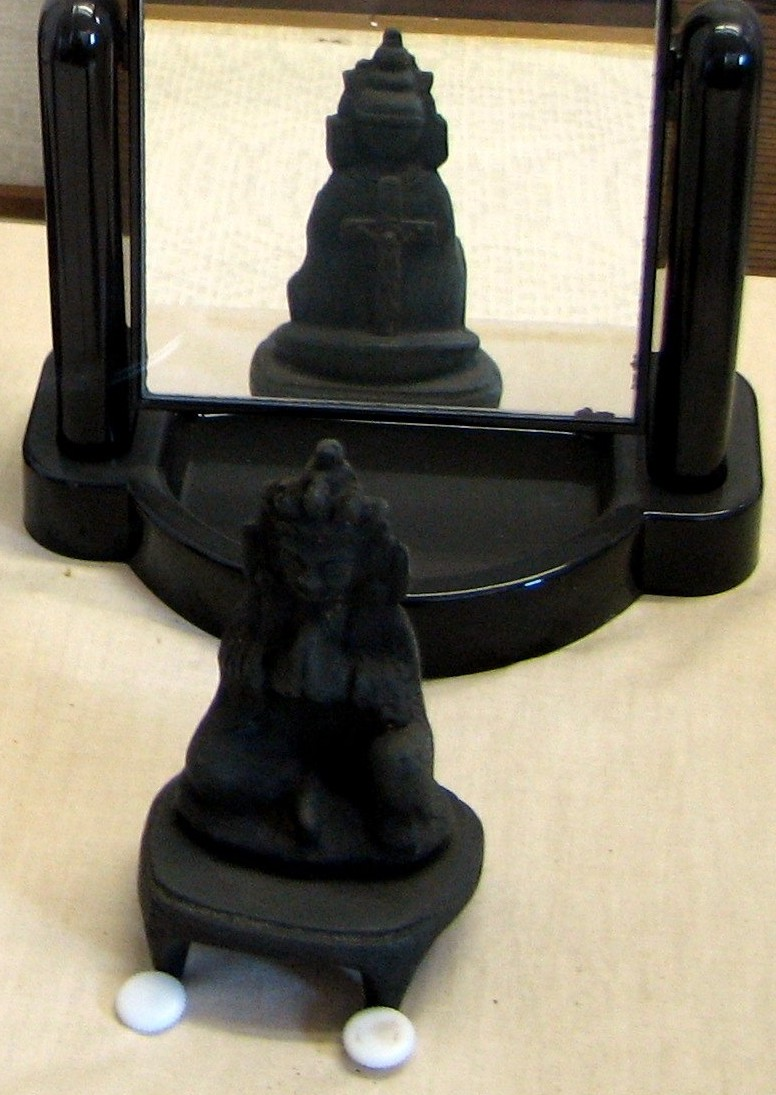
Estàtua budista amb la creu oculta a la part posterior, usada pels cristians al Japó per ocultar les seves veritables creences

Molts cristians secrets, alguns dels quals havien adoptat aquestes noves formes de practicar el cristianisme, va sortir del seu amagatall quan la llibertat religiosa va ser restablerta a la meitat del segle XIX i es van reunir amb l'Església catòlica després de renunciar les seves pràctiques sincrètiques i poc ortodoxes. Hi va haver qui van decidir no reunir-se: se'ls coneix com els Hanare Kirishitan (離れキリシタン, els cristians separats).

### Extinció moderna d'Hanare Kirishitans
Després de la legalització del cristianisme i la secularització del Japó, molts llinatges de Hanare Kirishitan van acabar abruptament. Tradicionalment, els nens aprenien els rituals i les oracions dels seus pares; quan els nens no estaven interessats o es van allunyar de les cases, no hi hauria ningú per continuar el llinatge.
Durant un temps, es pensava que els Hanare Kirishitans haver desaparegut per complet, per la seva tradició de secret. Un grup a l'illa d'Ikitsuki, a la prefectura de Nagasaki, que havia estat passat per alt pel govern japonès durant el temps de persecució, va fer públiques les seves pràctiques a la dècada de 1980 i ara les realitzen per al públic; no obstant això, aquestes pràctiques han adquirit alguns atributs del teatre, com ara la narració de contes populars i l'ús d'estàtues i altres imatges que la majoria dels cristians clandestins mai havien creat.
L'antropòleg Christal Whelan descobrí l'existència d'autèntics Hanare Kirishitans a les Illes Goto que eren Kakure Kirishitans que havien fugit. Només hi havia dos sacerdots supervivents a les illes, ambdós de més de 90 anys, i no es comunicaven entre si. Els pocs supervivents laics també havien arribat a la vellesa, i alguns d'ells ja no tenien cap sacerdots pel seu llinatge i pregaven per si sol. Tot i que aquests Hanare Kirishitan tenien una forta tradició de secret, van accedir a ser filmat pel seu documental Otaiya.

## Redescobriment i retorn
Japó es va obrir a la interacció estrangera per Matthew Perry en 1853. Es va fer possible viure al Japó per als estrangers pel Tractat de Harris en 1858. Molts clergues cristians van ser enviats des de les esglésies catòlica, protestant i ortodoxa, tot i que encara es va prohibir el proselitisme. En 1865, alguns dels japonesos que vivien a Urakami, un poble prop de Nagasaki, van visitar la nova Església Ōura que havia estat construïda per la Societat de Missions Estrangeres de París tot just un mes abans. Una dona membre del grup va parlar amb un sacerdot francès, Bernard Thadée Petitjean, i va confessar que les seves famílies havien guardat la fe Kirishitan. Aquests Kirishitans volien veure la imatge de la Mare de Déu amb els seus propis ulls, i per confirmar que el capellà era únic i veritablement venia del Papa a Roma. Després d'aquesta entrevista, molts Kirishitans es dirigiren cap a Petitjean. Va investigar les seves organitzacions clandestines i va descobrir que havien mantingut el ritu del baptisme i dels anys litúrgics sense sacerdots europeus per gairebé 250 anys. L'informe de Petitjean va sorprendre al món cristià; el Papa Pius IX ho va qualificar de miracle.
El edictes del shogunat Edo que prohibien el cristianisme estaven encara en els llibres, però i, per tant, la religió van continuar sent perseguida fins al 1867, l'últim any de la seva regnat. Robert Bruce Van Valkenburgh, el ministre nord-americà resident al Japó, en privat es va queixar d'aquesta persecució als magistrats de Nagasaki, encara que a penes es van prendre mesures per aturar-lo. L'èxit del govern Meiji va continuar inicialment en aquest ordre d'idees i diversos milers de persones van ser exiliades (Urakami Yoban Kuzure). Després que Europa i els Estats Units van començar a criticar vocalment la persecució, el govern japonès es va adonar que era necessari aixecar la prohibició per tal d'assolir els seus interessos. En 1873 es va aixecar la prohibició. Nombrosos exiliats van tornar i van començar la construcció de la catedral d'Urakami, que es va completar el 1895.
Més tard es va revelar que desenes de milers de Kirishitans encara sobrevivien en algunes regions prop de Nagasaki. Alguns van tornar oficialment a l'Església Catòlica, mentre que altres es van mantenir al marge de l'Església Catòlica i han quedat com a Kakure Kirishitan, conservant les seves pròpies creences tradicionals i els seus descendents afirmen que mantenen la religió dels seus avantpassats. No obstant això, es va fer difícil per a ells per mantenir la seva comunitat i rituals, per la qual cosa s'han convertit al budisme o al sintoisme amb el temps. Quan el Papa Joan Pau II va visitar Nagasaki el 1981, batejà alguns joves de famílies Kakure Kirishitan.
El novembre del 2019, reberen la visita del Papa Francesc.